# 哈佛大学校董委员会
哈佛大学校董委员会 ，正式名稱為哈佛學院的校長與教職員（英語：President and Fellows of Harvard College），簡稱哈佛董事會（Harvard Corporation；直譯為哈佛社團法人或哈佛法團），是哈佛大学的辦學組織，也是哈佛大學兩個管理團體（Governing board）之一，另一個是人數較多的是哈佛監事會。

## 历史
1650年，在哈佛大学校长亨利·邓斯特的要求下，马萨诸塞州议会发布了章程，使之成为美洲现存最早的法人團體。关于公司地位和特权的详细条款随后被写进了马萨诸塞联邦的章程中。尽管由哈佛大学校董委员会管理的机构都已归属于哈佛大学，但该法人的正式名称实际仍为“哈佛学院校董委员会”。
改校董会的本意是成为住校学生的辅导员，类似于牛剑的委员会。然而，从其成立之初就成为了现在熟悉的美国模式的理事会，即由成员组成的不干涉学校每日运作的外部实体，由会长组织定期开会，而会长通常由校长担任或由其委任。这个法人实体是永久存在，并在有委员空缺时委任新的委员加入。
近些年来，校董会除了会长以外还有其他六个委员。但2010年12月，官方宣布在经过一年的管理评测后，将在很大范围内变更其现有的“组成、结构和管辖事务”：委员将由7名增加至13名，并各司其职；几个新的下设委员会将努力维持与以全校为整体的统一性，特别是在长期规划方面。

## 当前委员
当前理事会共有十名委员。他们的姓名、职位以及从哈佛大学获得的学位列于下方：
1. 德鲁·吉尔平·福斯特，哈佛大学校长，荣誉文学硕士 2001
2. 帕特丽夏·A·金，卡马克·沃特豪斯法学教授，于乔治城大学法律中心研究医学，伦理和公共政策，法律博士 1969
3. 南内尔·基奥恩（英语：Nannerl Keohane），教授，伍德·威尔逊公共与国际事务学院（英语：Woodrow Wilson School of Public and International Affairs）和人类价值研究中心，普林斯顿大学
4. 罗伯特·赖肖尔（英语：Robert Reischauer），城市研究所（英语：Urban Institute）所长，文学士 1963
5. 詹姆斯·F·罗滕伯格（英语：James F. Rothenberg），总经理兼董事长，资本集团，文学士 1968, 工商管理硕士 1970
6. 罗伯特·鲁宾，前任执行委员会主席，花旗集团, 文学士 1960，荣誉法学博士 2001
7. 威廉·F·李（英语：William F. Lee）， 文学士 1972，威尔默·黑尔（英语：WilmerHale）合伙人
8. 劳伦斯·S·贝考（英语：Lawrence S. Bacow），法律博士 1976,，公共政策硕士 1976，博士 1978,
9. 苏珊·L·格拉哈姆（英语：Susan L. Graham）， 文学士 1964
10. 约瑟夫·J·奥唐纳尔，文学士 1967，工商管理硕士1971

## 外部鏈結
- 哈佛董事會（页面存档备份，存于）